# دنيس روس
دينيس روس (بالإنجليزية: Dennis Ross) هو مستشار في معهد واشنطن. وزميل في برنامج الزمالة زيغلر. كان السيّد روس الرجل الأول لعملية السلام في الشرق الأوسط أثناء ولاية إدارة كل من جورج بوش الأب وكلينتون، حيث كان يعمل عن كثب مع وزراء الخارجية جيمس بيكر ووارن كريستوفر ومادلين أولبرايت. وقد قام بدور الوسيط في مساعدة الفلسطينيين والإسرائيليين للوصول إلى الاتفاق المؤقت عام 1995؛ كما توسط اتفاقية الخليل عام 1997 وقام بتسهيل معاهدة السلام الأردنية - الإسرائيلية.

## روابط خارجية
- دنيس روس على موقع IMDb (الإنجليزية)
- دنيس روس على موقع مونزينجر (الألمانية)
- دنيس روس على موقع إن إن دي بي (الإنجليزية)